# معاملة المثليين في دول ما بعد الاتحاد السوفيتي
يواجه الأشخاص من المثليين والمثليات ومزدوجي التوجه الجنسي والمتحولين جنسياً (اختصاراً: مجتمع الميم) في الاتحاد السوفيتي سابقا تحديات قانونية واجتماعية لا يواجهها غيرهم من المغايرين جنسيا. منذ 1 كانون الثاني/يناير 2016، في إستونيا (وهناك فقط)، يتمتع اشركاء المثليون باعتراف يُعرف باسم اتفاقية المساكنة التي توفر نفس الحماية القانونية المتاحة للأزواج المغايرين (مع استثناء الزواج والتبني المشترك). في 11 كانون الثاني/يناير 2019، قضت المحكمة العليا في ليتوانيا بضرورة منح الشركاء المثليين تصاريح إقامة، في حين أن اتفاق المعاشرة معلق.

## تاريخ

### =بعد ثورة أكتوبر: 1917-1933

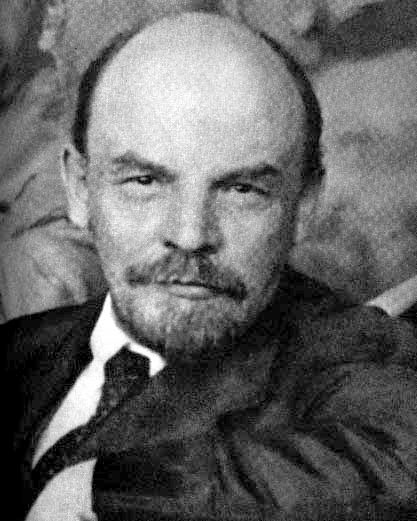
رئيس الاتحاد السوفيتي لينين

ألغت الحكومة السوفيتية للجمهورية السوفيتية الروسية تجريم المثلية الجنسية في ديسمبر 1917، في أعقاب ثورة أكتوبر والتخلي عن القانون الجنائي لروسيا القيصرية.
من خلال إلغاء القانون الجنائي القيصري في عام 1917، أقر الحزب الشيوعي الروسي فعليًا المثلية الجنسية. لم يتضمن القانون الجنائي الروسي السوفيتي الأولي أي تجريم للمثلية الجنسية حيث تم حذف الموضوع.
ومع ذلك، فإن إلغاء القانون القيصري، كان جزءًا من الرفض الشامل لقوانين الإمبراطورية الروسية، ولم يقم السوفيت أبدًا بأي حملة للحد من التحيز والتمييز ضد المثلية الجنسية.
لا يتم تطبيق تقنين النشاط الجنسي المثلي الخاصة أو الخاصة بالبالغين أو بالتراضي إلا في جمهورية روسيا الاتحادية الاشتراكية السوفيتية وجمهورية أوكرانيا الاشتراكية السوفيتية. بقيت المثلية الجنسية أو السدومية جريمة في جمهورية أذربيجان الاشتراكية السوفيتية (أين تم تجريمها رسميا في عام 1923)، وكذلك في جمهورية ما وراء القوقاز الاشتراكية السوفيتية والجمهوريات السوفيتية في آسيا الوسطى في عقد العشرينات من القرن العشرين. سُنت قوانين جنائية مماثلة في جمهورية أوزبكستان الاشتراكية السوفيتية في عام 1926 وفي جمهورية تركماتستان الاشتراكية السوفيتية في العام التالي.
على الرغم من إلغاء تجريم المثلية الجنسية في عام 1917، كانت السياسة الاجتماعية السوفيتية الأوسع بشأن مسألة حقوق المثليين الأوسع نطاقًا ومعاملة الأشخاص من مجتمع الميم مختلطة في العشرينات من القرن العشرين. تقلبت السياسة السوفيتية الرسمية، في كل من جمهورية روسيا الاتحادية الاشتراكية السوفيتية والاتحاد السوفيتي، في العشرينات من القرن الماضي، بشأن المثلية الجنسية، بين التسامح والدعم، ومحاولات المساواة القانونية والحقوق الاجتماعية للأشخاص من مجتمع الميم، لعداء الدولة ضد المثليين ومحاولات الدولة لتصنيف المثلية الجنسية بأنه "اضطراب عقلي يمكن علاجه". في الحزب الشيوعي نفسه خلال هذه الفترة من عشرينيات القرن العشرين، كانت هناك تباينات في الرأي والسياسة حول المعاملة السوفيتية للمثلية الجنسية شائعة أيضًا - تتراوح بين الإيجابية والسلبية إلى المتناقضة حول وجهات النظر حول المثليين جنسياً وحقوق المثليين. حاولت بعض أقسام وفصائل الحكومة البلشفية تحسين الحقوق والظروف الاجتماعية للمثليين جنسياً بناءً على المزيد من الإصلاحات القانونية في عامي 1922 و 1923، بينما عارض البعض هذه التحركات. كان مفوض الصحة نيكولاي سيماشكو، في أوائل عقد 1920، على سبيل المثال، كانت متعاطفا لتحرر المثليين "كجزء من الثورة [الجنسية] 'وحاول إدخال إصلاحات من أجل حقوق المثليين في مجال المناطق المدنية والطبية. وفقًا لما قاله واين ر. دينز، فإن بعض قطاعات البلاشفة في العشرينيات من القرن العشرين اعتبرت بنشاط المثلية الجنسية "مرضًا اجتماعيًا" يمكن علاجه "أو مثالًا على"الانحطاط البرجوازي"، بينما رأى البلاشفة الآخرون أنه يجب التسامح قانونًا/اجتماعيًا/ واحترامهم اجتماعيا في المجتمع الاشتراكي الجديد."
ألغى البلاشفة أيضًا الحظر القانوني القيصري على الحقوق المدنية والسياسية للمثليين - وخاصة في مجال توظيف الدولة. في عام 1918 تم تعيين جورج تشيشيرين، وهو رجل مثلي الجنس علنا، كمفوض شعبي للشؤون الخارجية في روسيا الاتحادية الاشتراكية السوفيتية. في عام 1923 تم تعيين تشيشرين أيضًا مفوضًا للشؤون الخارجية في الاتحاد السوفيتي، وهو المنصب الذي شغله حتى عام 1930.
في أوائل العشرينات من القرن العشرين، اهتمت الحكومة السوفيتية والمجتمع العلمي باهتمام كبير في البحوث الجنسية والتحرر الجنسي والتحرر للمثليين. في العشرينات من القرن العشرين، أرسل الاتحاد السوفيتي وفودًا من مفوضية الصحة، بقيادة مفوض الصحة سيماشكو، في يناير 1923، إلى المعهد الألماني للعلوم الجنسية، وكذلك إلى بعض المؤتمرات الدولية حول النشاط الجنسي البشري بين عامي 1921 و 1930، حيث أعربوا عن دعمهم لتشريع العلاقات الجنسية بالمثلية بين البالغين، والخاصة، والتراضي، وتحسين حقوق المثليين في جميع الأمم. في عامي 1923 و 1925، نشر الدكتور غريغوري باتكيس، مدير معهد النظافة الاجتماعية في موسكو، تقريراً، الثورة الجنسية في روسيا، التي ذكرت أن المثلية الجنسية كانت «طبيعية تمامًا» ويجب احترامها قانونيا واجتماعيًا. في الاتحاد السوفيتي نفسه، شهدت العشرينات من القرن العشرين تطورات في الأبحاث السوفيتية الجادة حول الحياة الجنسية بشكل عام، وأحيانًا تدعم الفكرة التقدمية للمثلية الجنسية باعتبارها جزءًا طبيعيًا من النشاط الجنسي البشري - مثل عمل الدكتور باتكيس قبل 1928. تم إرسال مثل هذه الوفود والأبحاث، وأذنت بها، وبدعم من مفوضية الصحة الشعبية في ظل المفوض سيماشكو.
ومع ذلك، في أواخر العشرينات وأوائل الثلاثينيات، تغيرت السياسة والمواقف السوفيتية حول المثلية الجنسية وحقوق المثليين، إلى جانب ردود الفعل الاجتماعية الأوسع نطاقًا ضد حقوق المثليين عمومًا في الاتحاد السوفيتي. إلى جانب القمع المتزايد للمعارضين السياسيين والقوميات غير الروسية. في ظل ستالين، واجهت مواضيع وقضايا المثليين رقابة حكومية متزايدة، وسياسة أكثر تشددًا موحدة في جميع أنحاء الاتحاد السوفيتي. تم تصنيف المثلية الجنسية رسميًا على أنها مرض واضطراب عقلي في أواخر العشرينيات من القرن الماضي (وتحديدا على مدى فترة من 1927-1930). في هذا المناخ، قلل المفوض سيماشكو من دعمه لحقوق المثليين، ونبذ الدكتور باتكيس وغيره من الباحثين في مجال الجنس (في عام 1928) تقاريرهم العلمية السابقة عن المثلية الجنسية باعتبارها توجها جنسيًا طبيعيًا إنسانيًا طبيعيًا. وقد تبع ذلك النزعات السوفيتية السابقة في أقسام من المجتمعات الطبية والصحية، حتى في أوائل العشرينات من القرن الماضي، لتصنيف المثلية الجنسية، إن لم يكن كجريمة، كمثال على المرض العقلي أو البدني. من الأمثلة السابقة لهذا النوع من المواقف السوفيتية المتشددة تجاه المثلية الجنسية، تقرير 1923 الصادر عن مفوضية الشعب للصحة بعنوان «الحياة الجنسية للشباب المعاصر»، من تأليف عزرائيل غيلمان، التي تنص على أن «العلم قد أثبت الآن، بدقة تستبعد كل الشكوك، أن المثلية الجنسية ليست سوء نية أو جريمة، بل مرض. إن عالم المثليين والمثليات من الإناث أو الذكور منحرف، إنه غريب على الانجذاب الجنسي الطبيعي الموجود في شخص عادي». يمكن تلخيص الموقف الرسمي من أواخر عشرينيات القرن الماضي في مقال في الموسوعة السوفيتية العظيمة لعام 1930 كتبه الخبير الطبي سيريسكي (بناءً على تقرير كتب في عشرينيات القرن العشرين):

### ستالين: 1933-1953
في عام 1933، أعادت الحكومة السوفيتية، في عهد جوزيف ستالين، تجريم المثلية الجنسية. في 7 مارس 1934، تمت إضافة المادة 121 إلى القانون الجنائي، بالنسبة للاتحاد السوفيتي بأكمله، والذي يحظر صراحة المثلية الجنسية بين الرجال فقط، مع ما يصل إلى خمس سنوات من العمل الشاق في السجن. لم تكن هناك قوانين جنائية تتعلق بمثليات الجنس. خلال النظام السوفيتي، اعتقد المراقبون الغربيون أن ما بين 800 و 1000 رجل تم سجنهم كل عام بموجب المادة 121. السبب الدقيق للقانون الجديد لا يزال موضع نقاش.
لاحظ بعض المؤرخين أنه خلال هذا الوقت بدأت الدعاية السوفيتية تصور المثلية الجنسية كعلامة على الفاشية، وأن المادة 121 قد يكون لها أداة سياسية بسيطة تستخدم ضد المعارضين، بغض النظر عن توجههم الجنسي الحقيقي، وتوطيد المعارضة الروسية لألمانيا النازية، الذين خالفوا معاهدة روسيا.
وفي الآونة الأخيرة، ظهر سبب ثالث محتمل للقانون المعادي للمثليين من الوثائق والنصوص السوفيتية التي رفعت عنها السرية. إلى جانب المخاوف التي أعرب عنها من مؤامرة مثلية "معادية للثورة" أو فاشية واسعة، كان هناك العديد من الاعتقالات رفيعة المستوى من الرجال الروس متهمين بأنهم غلمانيون. في عام 1933، اتُهم 130 رجلاً "بأنهم غلمانيون" - ذكور بالغين يمارسون الجنس مع الأولاد. نظرًا لعدم توفر سجلات عن الرجال الذين مارسوا الجنس مع الأولاد في ذلك الوقت، فمن الممكن استخدام هذا المصطلح على نطاق واسع ليُقصد به المثلية الجنسية". بغض النظر عن السبب الدقيق، ظلت المثلية الجنسية بمثابة جريمة جنائية خطيرة حتى تم إلغاء تجريمها في عام 1993.
لم تعلن الحكومة السوفيتية نفسها علنا عن التغيير في القانون، ويبدو أن قلة قليلة من الناس كانت تدرك أنه موجود. في عام 1934، كتب الشيوعي البريطاني هاري وايت رسالة طويلة إلى ستالين يدين فيها القانون، ودوافعه الضارة. ووضع موقفًا ماركسيًا ضد اضطهاد المثليين، كأقلية اجتماعية، وقارن رهاب المثلية بالعنصرية وكره الأجانب والتمييز الجنسي. لم يتم الرد على الرسالة رسميًا.
بعد بضع سنوات، 1936، صرح مفوض العدل نيكولاي كريلينكو علنًا أن القانون الجنائي المعادي للمثليين كان يهدف بشكل صحيح إلى الطبقات الحاكمة القديمة والمنحلة، وبالتالي ربط المثلية الجنسية بمؤامرة يمينية، أي الأرستقراطية القيصرية والفاشية الألمانية.

### التحرر من الستالينية وما بعده: 1953-1991
عندما وصل ستالين إلى السلطة، أصبحت المثلية الجنسية موضوعًا غير لائق للتصوير العام أو الدفاع أو النقاش. كان من المتوقع أن يتزوج السوفيت المثليين أو مزدوجي التوجه الجنسي الذين يريدون شغل منصب داخل الحزب الشيوعي من شخص من الجنس الآخر، بغض النظر عن توجههم الجنسي الفعلي. ومن الأمثلة البارزة على ذلك المخرج السينمائي الروسي سيرجي آيزنشتاين، الذي نجح على الرغم من مثليته الجنسية في العيش في حياة مزدوجة، حيث أقام علاقات مع رجل بينما كان متزوجًا من امرأة، وأنتج أفلامًا كانت ترضي ستالين سياسيًا.
بعد وفاة ستالين في عام 1953، حل محله نيكيتا خروتشوف، الذي شرع في تحرير قوانين عصر ستالين فيما يتعلق بالزواج والطلاق والإجهاض، ولكن ظل القانون الجنائي المعادي للمثليين. اعتقدت حكومة خروتشوف أنه في غياب قانون جنائي ضد المثلية الجنسية، فإن الجنس بين الرجال الذي حدث في بيئة السجن سوف ينتشر في عموم السكان عندما يطلقون سراح العديد من سجناء عهد ستالين. في حين أن حكومة ستالين قامت بدمج المثلية الجنسية مع الاستغلال الجنسي للأطفال، قامت حكومة خروتشوف بمزج المثلية الجنسية بالأفعال الجنسية الظرفية، وأحياناً القسرية، بين السجناء الذكور.
في عام 1958، أرسلت وزارة الداخلية مذكرة سرية إلى أجهزة إنفاذ القانون تأمرهم فيها بتعزيز إنفاذ القانون الجنائي المعادي للمثليين. ومع ذلك، خلال أواخر الخمسينيات - أوائل الستينيات، نسبت ألين موسبي، وهي مراسلة أجنبية في روسيا في ذلك الوقت، إلى الموقف الأكثر ليبرالية لحكومة خروتشوف إلى حقيقة أنها شاهدت بعض الشركاء المثليين في الأماكن العامة وأنه لم يكن من غير المألوف لرؤية الرجال ينتظرون خارج بعض المسارح بحثًا عن مواعد غرامية مع فناني الأداء الذكور.
صدر في عام 1964 دليل الجنس السوفيتي: «مع كل الحيل الموجودة تحت تصرفهم، يسعى المثليون جنسياً إلى الحصول على ثقة الشباب وكسب ثقتهم. ثم يشرعون في العمل. لا تسمح لهم تحت أي ظرف من الظروف بالتواصل معك. يجب إبلاغ هؤلاء الأشخاص على الفور إلى الأجهزة الإدارية بحيث يمكن إزالتها من المجتمع».
على الرغم من هذه الأمثلة النادرة، سُجن آلاف الأشخاص بسبب المثلية الجنسية ولم تبدأ الرقابة الحكومية على المثلية الجنسية وحقوق المثليين في الاسترخاء ببطء حتى أوائل سبعينيات القرن الماضي، مما سمح بإلقاء بيانات موجزة. سُمح لكوزلوفسكي بتضمين مونولوج داخلي موجز عن المثلية الجنسية في «موسكو حتى نهاية الخط» (1973). ولعل أول تأييد علني لحقوق المثليين منذ ستالين كان بيانًا موجزًا، ينتقد المادة 121 ويدعو إلى إلغائها، في كتاب القانون الجنائي السوفيتي (1973).
تميزت هذه المراجع بأنها بيانات موجزة في رواية أو كتب مدرسي وأدلى بها مغايرون جنسيا. سُمح ل«فيكتور سوسنورا» بالكتابة عن كونه شاهد عيان عن قتل مثلي الجنس كبير في السن بوحشية في حانة في لينينغراد في كتاب «الهولندي الطائر» (1979)، لكن لم يُسمح بنشر الكتاب إلا في ألمانيا الشرقية. عندما كان المؤلف مثليًا، وعلى وجه الخصوص، إذا كان ينظر إليهم على أنهم يدعمون حقوق المثليين، فقد كان قوات الرقابة أكثر قسوة.
قام الكاتب المثلي الروسي يفغيني خاريتونوف بتعميم بعض قصص المثليين بشكل غير قانوني قبل وفاته بسبب قصور القلب في عام 1981. وخدم المؤلف غينادي تريفونوف 4 سنوات من العمل الشاق لتوزيع قصائده المثلية، ولم يُسمح له بالكتابة والنشر إلا بعد الإفراج عنه، وعدم الإشارة إلى المثلية الجنسية.
في عام 1984، اجتمعت مجموعة من الرجال المثليين الروس وحاولت تنظيم منظمة رسمية لحقوق المثليين، إلا أن لجنة أمن الدولة (KGB) منعتها بسرعة. لم يكن مسموحًا حتى وقت لاحق في فترة غلاسنوست بالمناقشة العامة حول إعادة تقنين العلاقات الجنسية المثلية الخاصة بالتراضي بين البالغين.
أفاد استطلاع للرأي أجري في عام 1989 أن المثليين جنسياً كانوا أكثر الجماعات كرهًا في المجتمع الروسي وأن 30% ممن شملهم الاستطلاع شعروا بضرورة تصفية وقتل المثليين جنسياً. في استطلاع للرأي العام أجري عام 1991 في مدينة تشيليابنسك، شعر 30% من المستطلعين الذين تتراوح أعمارهم بين 16 و 30 عامًا أن المثليين جنسياً يجب «عزلهم عن المجتمع»، شعر 5% بضرورة «تصفيتهم»، و 60 في المائة لديهم موقف «سلبي» تجاه مثليي الجنس ووصف 5% توجههم الجنسي ب«المؤسف».
في 1989-1990، سمح لمنظمة حقوق المثليين في موسكو بقيادة يفغينيا ديبريانسكايا في الوجود، مع حصول رومان كالينين على إذن لنشر الصحيفة المثلية، «تيما».
العدد الدقيق للأشخاص الذين تمت مقاضاتهم بموجب المادة 121 غير معروف، حيث لم يتم نشر المعلومات الرسمية الأولى إلا في عام 1988، لكن يُعتقد أن حوالي 1,000 شخص كان يتم مقاضاتهم سنويًا. وفقًا للبيانات الرسمية، انخفض عدد الرجال المدانين بموجب المادة 121 بشكل مطرد خلال فترة غلاسنوست. في عام 1987، تم الحكم على 831 رجل بموجب المادة 121؛ في عام 1989، تم الحكم على 539 رجل؛ في 1990، تم الحكم على 497 رجل؛ وفي عام 1991، تم الحكم على 462 رجل.

## ملخص
| حقوق المثليين في: | النشاط الجنسي المثلي | الاعتراف القانوني بالعلاقات المثلية                                                       | زواج المثليين                                                                             | التبني من قبل الأزواج المثليين | يسمح للمثليين والمثليات ومزدوجي التوجه الجنسي بالخدمة علناً في القوات المسلحة                                           | قوانين مكافحة التمييز على أساس التوجه الجنسي | قوانين تتعلق بالهوية الجندرية/التعبير عنها         |
| ----------------- | --- | ----------------------------------------------------------------------------------------- | ----------------------------------------------------------------------------------------- | --- | --- | -------------------------------------------- | -------------------------------------------------- |
| / روسيا           | قانوني بين الذكور منذ عام 1993 كان دوما قانونيا بين الإناث غير قانوني في الشيشان، أين يتم اختطاف وتعذيب المثليين في معسكرات اعتقال بسبب توجههم الجنسي الحقيقي أو المتصور. انظر عمليات التطهير بحق المثليين جنسيا في الشيشان لمزيد من المعلومات. | No                                                                                        | No                                                                                        | No | [بحاجة لمصدر] | No                                           | لا يتطلب الجراحة ولا التعقيم بعد الآن منذ عام 2018 |
| / أوكرانيا        | قانوني منذ عام 1991 + وقعت على إعلان الأمم المتحدة. | No                                                                                        | حظر دستوري منذ عام 1996                                                                   | يسمح للأفراد من مجتمع المثليين بالتبني، لكن لايسمح للشركاء المثليين | [ 30 ] | تحظر بعض أشكال التمييز ضد مجتمع المثليين     | لا يتطلب الجراحة ولا التعقيم منذ عام 2016          |
| / روسيا البيضاء   | قانوني منذ عام 1994 | No                                                                                        | حظر دستوري منذ عام 1994                                                                   | No | / يمنع على المثليين الخدمة العسكرية خلال وقت السلم، لكن خلال وقت الحرب يسمح للمثليين بالتجنيد كقادرين جزئيا على الخدمة | No                                           | Yes                                                |
| / أوزبكستان       | غير قانوني بين الرجال العقوبة: تصل إلى 3 سنوات سجناً بين الإناث دائماً كان قانوني | No                                                                                        | No                                                                                        | No | No | No                                           | No                                                 |
| / كازاخستان       | قانوني منذ عام 1998 | No                                                                                        | No                                                                                        | No | No | No                                           | [ 34 ]                                             |
| / جورجيا          | قانوني منذ عام 2000 + وقعت على إعلان الأمم المتحدة. | No                                                                                        | حظر دستوري منذ عام 2018                                                                   | No | | تحظر جميع أشكال التمييز ضد مجتمع المثليين    | يتوجب الجراحة والتعقيم من أجل تغيير الجنس          |
| / أذربيجان        | قانوني منذ عام 2000 | No                                                                                        | No                                                                                        | No | No | No                                           | No                                                 |
| / مولدوفا         | قانوني منذ عام 1995 + وقعت على إعلان الأمم المتحدة. | No                                                                                        | حظر دستوري منذ عام 1994                                                                   | No | Yes | تحظر بعض أشكال التمييز ضد مجتمع المثليين     | لايتطلب الجراحة أو التعقيم بعد الآن منذ عام 2017   |
| / لاتفيا          | قانوني منذ عام 1992 + وقعت على إعلان الأمم المتحدة. | No                                                                                        | حظر دستوري منذ عام 2006                                                                   | يسمح للأفراد من مجتمع المثليين بالتبني، لكن لايسمح للشركاء المثليين | Yes | تحظر بعض أشكال التمييز ضد مجتمع المثليين     | يمكن تغيير الجنس والاعتراف به، لايلزم أي تدخل طبي  |
| / ليتوانيا        | قانوني منذ 1993 + وقعت على إعلان الأمم المتحدة. | / بعض حقوق الإقامة المحدودة للأزواج المثليين منذ عام 2018؛ اتفاقيات المساكنة في الإنتظار. | حظر دستوري منذ عام 1992                                                                   | يسمح للأزواج المغايرين فقط بالتبني | Yes | تحظر جميع أشكال التمييز ضد مجتمع المثليين    | تغيير الجنس قانوني، لكن بعد الجراحة                |
| / قيرغيزستان      | قانوني منذ عام 1998 | No                                                                                        | حظر دستوري منذ عام 2016                                                                   | No | No | No                                           | [ 45 ]                                             |
| / طاجيكستان       | قانوني منذ عام 1998 | No                                                                                        | No                                                                                        | No | No | No                                           | [ 46 ]                                             |
| / أرمينيا         | قانوني منذ عام 2003 + وقعت على إعلان الأمم المتحدة. | No                                                                                        | / حظر دستوري منذ عام 2015؛ الاعتراف بكل حالات الزواج التي تم عقدها في الخارج منذ عام 2017 | No | [ 50 ] | No                                           | No                                                 |
| / تركمانستان      | غير قانوني بين الرجال عقوبة: تصل إلى سنتان سجناً بين الإناث دائماً كان قانوني | No                                                                                        | No                                                                                        | No | No | No                                           | No                                                 |
| / إستونيا         | قانوني منذ 1992 + وقعت على إعلان الأمم المتحدة. | اتفاقيات التعايش منذ عام 2016                                                             | / يتم الاعتراف بزواج المثليين المنعقد في الخارج منذ عام 2016                              | / تبني أحد الشريكين للطفل البيولوجي للشريك الآخر منذ عام 2016، يمكن للشركاء حيث يكون كلا الشريكين يعانون من العقم أن يتبنوا أطفالًا غير بيولوجيين بشكل مشترك منذ عام 2016 | Yes | تحظر جميع أشكال التمييز ضد مجتمع المثليين    | تغيير الجنس قانوني، لايلزم الخضوع للجراحة          |